# Soeli Garvão Zakrzeski
Soeli Garvão Zakrzeski, detta Êga (Medianeira, 12 novembre 1977), è un'ex cestista brasiliana.

## Carriera
Con il Brasile ha disputato i Giochi olimpici di Pechino 2008, i Campionati mondiali del 2006 e tre edizioni dei Campionati americani (2005, 2007, 2017).